# Octamyrtus arfakensis
Octamyrtus arfakensis är en myrtenväxtart som beskrevs av Ryozo Kanehira, Sumihiko Hatusima och Cyril Tenison White. Octamyrtus arfakensis ingår i släktet Octamyrtus och familjen myrtenväxter. Inga underarter finns listade i Catalogue of Life.